# Президентские выборы в Финляндии (1940)
Президентские выборы в Финляндии в 1940 году были досрочными и непрямыми. В связи с тем, что президент Кюёсти Каллио подал в отставку 27 ноября 1940 года по состоянию здоровья (27 августа у него случился инсульт), возникла необходимость в досрочных президентских выборах. В соответствии с действовавшей Конституцией, выборы президента осуществляла коллегия выборщиков (состава 1937 года), президентом был избран занимавший должность премьер-министра Р.Рюти, который получил 288 из 300 голосов членов коллегии выборщиков. Р.Рюти пользовался авторитетом в стране со времени советско-финской войны, и, кроме того, К.Каллио считал его наилучшим кандидатом в президенты, в связи с чем кандидатура Рюти набрала подавляющее большинство голосов.

## Результаты голосования
| Кандидат                   | Партия                            | Число голосов | %    |
| -------------------------- | --------------------------------- | ------------- | ---- |
| Ристо Рюти                 | Национальная прогрессивная партия | 288           | 96.0 |
| Иохан Хело                 | Социал-демократическая партия     | 4             | 1.3  |
| Пер Эвинд Свинхувуд        | Национальная коалиция             | 1             | 0.3  |
| Тойво Кивимяки             | Национальная прогрессивная партия | 1             | 0.3  |
| Недействительные бюллетени | Недействительные бюллетени        | 6             | 2.0  |
| Всего                      | Всего                             | 300           | 100  |
| Источник: Nohlen & Stöver  |                                   |               |      |